# Tuja (királyné)
Tuja vagy Mut-Tuja ókori egyiptomi királyné a XIX. dinasztia idején, I. Széthi felesége, II. Ramszesz anyja.

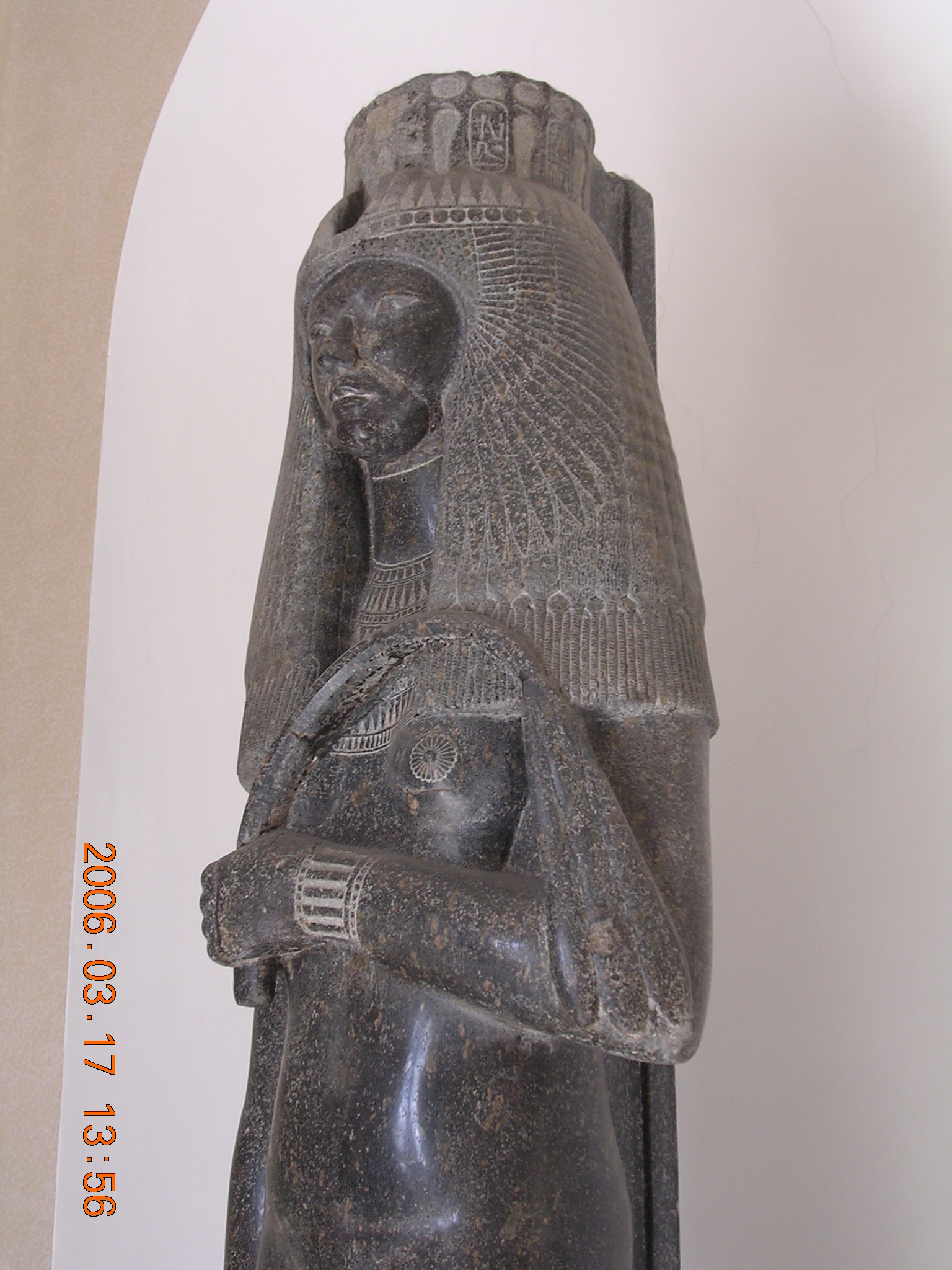
Tuja vatikáni szobra

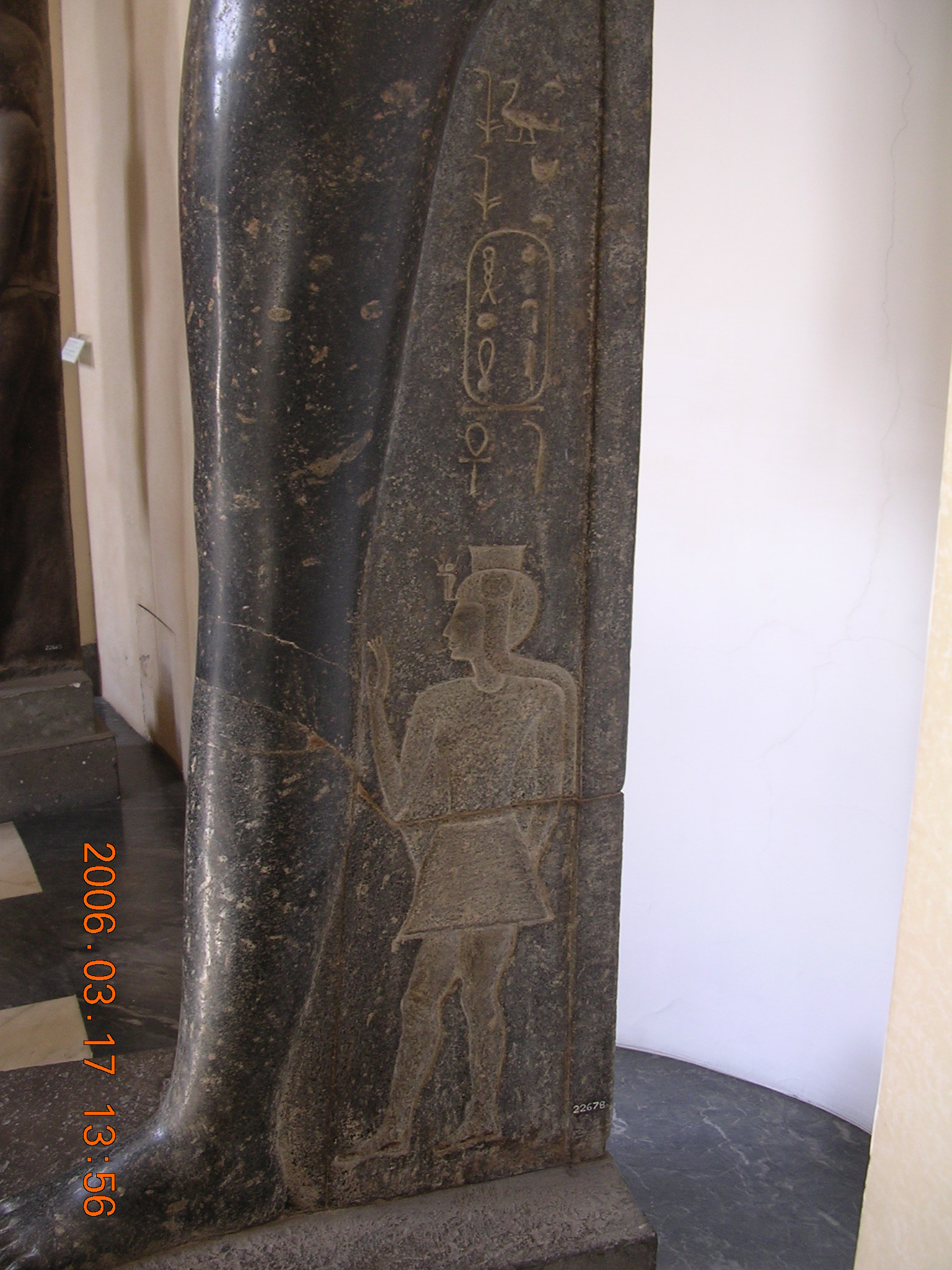
Henutmiré Tuja vatikáni szobrán

Ahogy férje, ő is közembernek született, apja Raia, a harci szekerek parancsnoka, anyja Ruia. A szülők neve egy Medinet Habuban talált kőtömbről ismert. Tuja már azelőtt összeházasodott Széthivel, hogy annak apja, I. Ramszesz fáraó lett volna. Gyermekei közül Tia és Ramszesz ismertek; egy második hercegnőt, Henutmirét ábrázolják Tuja egyik szobrán (mely ma a Vatikánban található), ezek alapján feltételezték, hogy az ő lánya, lehetséges azonban az is, hogy az unokája.
Tuja fontos szerepet töltött be Ramszesz udvarában – még fontosabbat, mint férje mellett –; diplomáciai levelezést folytatott még a hettita udvarral is. Feltűnik több Ramszesz korabeli építményen is; menyével, Nofertarival és nyolc unokájával együtt egyike azon családtagoknak, akiket a fáraó kolosszusai mellett ábrázolnak a nagyobik Abu Szimbel-i templom bejáratánál. A Ramesszeumban az első udvarban szobra áll Ramszesz kolosszusa mellett, az oszlopcsarnok faliképén Nofertarival együtt ábrázolják; ugyanitt egy Hathor-szentélyben Tuja képében ábrázolják az istennőt. Tanisznál megtalálták Tuja egy törött szobrát is, egy Medinet Habu-i, a ptolemaida korban emelt épületben pedig egy korábbi épület újra felhasznált tégláit, melyek díszítése Tuját és Ramszesz isteni születését ábrázolta.
Neve Ramszesz uralkodása idején több helyen Mut-Tujaként tűnik fel; a Mut egyiptomi nyelven anyát jelent, másrészt Ámon isten feleségének a neve. Ramszesznek legalább három leánya az ő nevét viseli: Tuja, Mut-Tuja és Tuja-Nebettaui („Tuja a Két Föld úrnője”) hercegnők.
Tuja fia 22. uralkodási éve után nem sokkal hunyt el; a sírjában talált borosedénycserepeken ez az év szerepel. Sírja a QV80. számú. Nevét itt már nem Mut-Tujaként, csak Tujaként írják, jelezve, hogy istenszerű földi léte véget ért.
Címei: Szeretett nagy királyi hitves (ḥm.t-nỉswt wr.t mrỉỉ.t=f), A jogar úrnője (wr.t-ḥts), Alsó- és Felső-Egyiptom asszonya (ḥnwt-šmˁw-mḥw), Ámon háremének nagyja (wr.t ḫnr.t-n-ỉmn), Örökös hercegnő (ỉrỉỉ.t-pˁt), A király anyja (mwt-nỉswt), Felső- és Alsó-Egyiptom királyának anyja (mwt nỉswt-bỉtỉ). Minden datálható emlékmű, amin említik, fia idejéből származik, így feltételezték, hogy nagy királyi hitvesi címét csak utólagosan kapta, és Széthinek csak mellékfelesége volt; Széthinek más felesége azonban nem ismert.